# سامهو-دونگ
سامهو-دونگ (به لاتین: Samho-dong) یک منطقهٔ مسکونی در کره جنوبی است که در اولسان واقع شده‌است.